# Claudia Oberlin
Claudia Oberlin (29 januari 1979) is een Zwitsers langeafstandsloopster, die zich in de marathon gespecialiseerd heeft.
Oberlin won de marathon van Zürich in 2005, een wedstrijd waarbij ze het jaar daarvoor nog tweede werd in een persoonlijk record van 2:34.09. Oberlin woont in Tuggen en werkt als verkoopbegeleidster.

## Titels
- Zwitsers kampioen berglopen - 2003

## Persoonlijke records
| Onderdeel           | Prestatie | Datum         | Plaats     |
| ------------------- | --------- | ------------- | ---------- |
| 1500 m              | 4.26,65   |               |            |
| 3000 m              | 9.30,83   |               |            |
| 5000 m              | 16.14,01  | 28 juni 2004  | Praag      |
| 10.000 m            | 35.31,67  | 20 mei 2004   | Langenthal |
| halve marathon      | 1:13.30   | 13 maart 2005 | Lissabon   |
| marathon            | 2:34.09   | 4 april 2004  | Zürich     |
| 3000 m steeplechase | 10.32,18  | 12 juni 2002  | Hamburg    |

## Palmares
- 2005: 8e halve marathon van Lissabon - 1:13.30

### Marathon
- 2003:  marathon van Frankfurt - 2:35.17
- 2004:  marathon van Zürich - 2:34.08
- 2005:  marathon van Zürich - 2:34.38